# John Carew

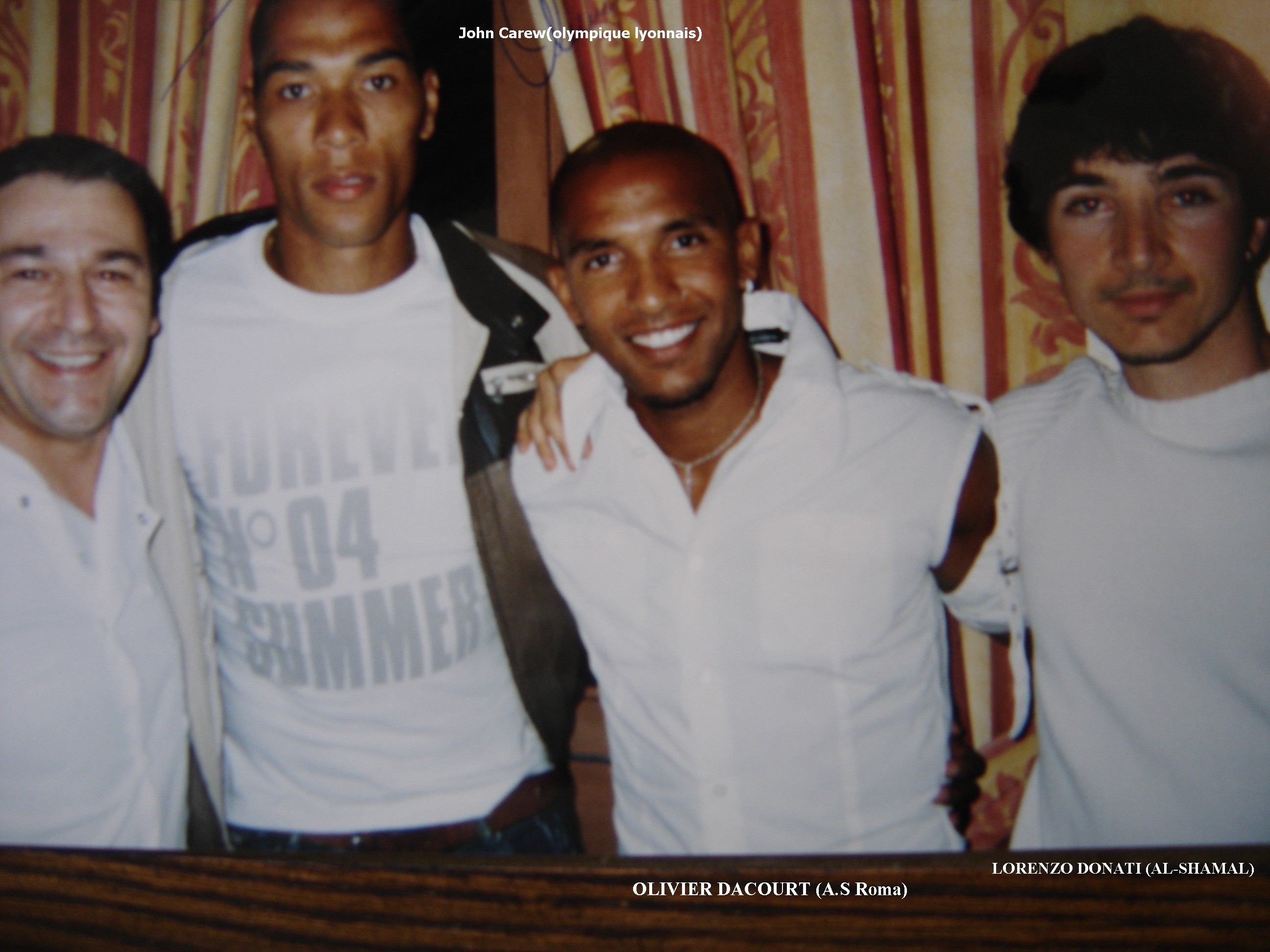

John Alieu Carew (ur. 5 września 1979 w Lørenskog) – norweski piłkarz pochodzenia gambijskiego.
Wcześniej występował w Vålerenga Fotball, Rosenborgu Trondheim, Valencii CF, AS Romie, Beşiktaşu JK i Olympique Lyon. 21 stycznia 2011 roku przeszedł na zasadzie wypożyczenia do Stoke City.
W latach 1998–2011 w reprezentacji Norwegii rozegrał 91 spotkań i zdobył 24 bramki. Występował na mistrzostwach Europy w 2000 roku.

## Sukcesy
- Puchar Norwegii: 1997, 1999
- Mistrzostwo Norwegii: 1999
- Finał Ligi Mistrzów: 2001
- Mistrzostwo Hiszpanii: 2002
- Mistrzostwo Francji: 2006
- Piłkarz Roku w Norwegii: 2005, 2007